# Telesto flavula
Telesto flavula is een zachte koraalsoort uit de familie Clavulariidae. De koraalsoort komt uit het geslacht Telesto. De wetenschappelijke naam van de soort werd in 1936 gepubliceerd door Elisabeth Deichmann.